# Edward Dowden
Edward Dowden (ur. 3 maja 1843, zm. 4 kwietnia 1913) – angielski poeta i historyk literatury, profesor w Trinity College w Dublinie, szekspirolog i badacz poetów romantycznych.
Ukończył Queen’s College w Cork i Trinity College w Dublinie. Wyróżnił się pierwszą książką, Shakespeare, his Mind and Art (1875), przetłumaczoną na rosyjski i niemiecki. Za studia nad Szekspirem otrzymał w 1878 złoty medal od Royal Irish Academy. W późniejszych latach, obok studiów szekspirologicznych, pracował nad życiem i poezją Percy’ego Shelleya, którego dzieła wydał w 1900 roku, Williama Wordswortha (wydanie dzieł 1892).
W 1888 został następcą Maxa Müllera jako prezydenta English Goethe Society. W 1889 objął jako pierwszy katedrę Taylora w Oxfordzie, a od 1892 do 1896 był wykładowcą w Trinity College, University of Cambridge. W późniejszych latach pełnił funkcję komisarza ds. edukacji w Irlandii (1896-1901). Był bardzo wpływowy jako przenikliwy krytyk literacki, a jako pedagog wyznawał zasadę, że nauczanie literatury nie powinno być oddalone od życia codziennego.
Był dwukrotnie żonaty, wpierw w 1866 z Mary Clerke, a następnie (1895) z Elizabeth Dickinson West. Jego starszym bratem był John Dowden, biskup Edynburga.
Wybrane dzieła:
- „Shakespeare, his Mind and Art” (1875)
- „Studies in Literature” (1878)
- „Life of Percy Bysshe Shelley” (1886)
- „Introduction to Shakespeare” (1893)
- „Poems” (1877) (dwa wydania)
- „French Revolution and English Literature” (1897)
- „History of French Literature” (1897)
- „Puritan and Anglican” (1900)
- „Robert Browning” (1904)
- „Michel de Montaigne” (1905)